# Calliergonella nitida
Calliergonella nitida là một loài Rêu trong họ Hypnaceae. Loài này được (Hook. f. & Wilson) Cardot mô tả khoa học đầu tiên năm 1923.